# Marc Alaimo
Michael Anthony Alaimo (Milwaukee, Wisconsin, 1942. május 5. –) általában negatív szerepeket alakító amerikai színész. Legismertebb szerepei közé tartozik a Star Trek: Deep Space Nine sorozat Gul Dukat alakja.

## Családja
Házas, kétszer elvált. Egy lánya (Ariel) és egy fia (Michael) van, aki író és producer (ő írta – többek között – a Columbo legveszélyesebb éjszakája című, a kultikus sorozat utolsó epizódját) szintén május 5-én született, 1971-ben.

## Tanulmányai és első szerepe
A szakközépiskolát szülővárosában végezte el. Osztályelnök is volt. A középiskola után a Marquette Egyetemre járt és a milwaukee-i Repertory Theater Companyn tanult. 1970-től gyakran szerepelt színházi előadásokban. New Yorkban kapta első tévés szerepét, a Somerset című sorozatban. Az általa alakított Virgil Paris visszatérő karakter volt az 1972-73 szezonban.

## Válogatott filmográfia
- Csupasz pisztoly 33 1/3 – Az utolsó merénylet (Naked Gun 33 1/3: The Final Insult) (1994) – Kamionos
- A rácson túl (The Fence) (1994) – Rudy Baralli – Orosz István
- Donato és lánya (Donato and Daughter) (1993) – Petsky nyomozó (tévéfilm) – Reviczky Gábor (1. magyar változat) / Gruber Hugó (2. magyar változat)
- Rio Diablo – Az Ördögfolyó (Rio Diablo) (1993) – Jud Everly (tévéfilm)
- Nincs menekvés (Quicksand: No Escape) (1992) – (tévéfilm)
- Total Recall – Az emlékmás (Total Recall) (1990) – Everett – Tolnai Miklós
- Tango és Cash (Tango & Cash) (1989) – Lopez
- Aréna (Arena) (1989) – Rogor – Mikola Sándor
- Holtbiztos tipp (The Dead Pool) (1988) – Embarcadero testőr – Both András (1. magyar változat) / Lux Ádám (2. magyar változat)
- Lezárt ügy (Case Closed) (1988) – Curtis Block (tévéfilm)
- A nagy hazárdőr 3. (Kenny Rogers as The Gambler, Part III: The Legend Continues) (1987) – Bob Butler közlegény – (tévéfilm)
- Lőj a vadászra (Avenging Force) (1986) – Lavall – Orosz István (1. magyar változat) / Imre István (2. magyar változat)
- Az utolsó csillagharcos (The Last Starfighter) (1984) – autóstoppos
- Megszegett ígéret (Broken Promise)[1] (1981) – Joe Clawson
- Hárman a slamasztikában (Seems Like Old Times) (1980) – B.G. Ramone – Dunai Tamás (1. magyar változat) / Crespo Rodrigo (2. magyar változat)
- Kőkemény pornóvilág (Hardcore) (1979) – Ratan
- A munka gyümölcse (Which Way Is Up?) (1977) – Frankie
- Helter Skelter – A pokol csúszdája (Helter Skelter) (1976) – Phil Cohen (tévéfilm)

## Sorozatokban

### Star Trek: Az új nemzedék
Több szerepet is eljátszott Star Trek: Az új nemzedék sorozatban. Már az első évad hetedik részében (Idegenek közöttünk) feltűnt mint az antikiai Badar N'D'D. (Ebben a részben annyira elmaszkírozták, hogy nem lehet felismerni.) Majd Tebok romulán parancsnokot alakította, szintén az első évadban, annak utolsó epizódjában (A semleges zóna). Legközelebb a negyedik évad tizenkettedik részében (A háború áldozata) tűnt fel a kardassziai Gul Macet szerepében. A sorozatban utoljára egy pókerjátékost elevenített meg, Frederick La Rouque néven, az ötödik évad huszonhatodik részében (Az idő sodrában 1. rész).

### Star Trek: Deep Space Nine

Mint Gul Dukat a Deep Space Nine című sorozatban

Az 1993-ban induló Deep Space Nine sorozatnak harminchárom epizódjában jelenik meg. Ezek közül huszonhétben Gul Dukatként. Négyben át van operálva bajorinak, valamint egy alternatív idősíkban játszódó részben egy rasszista nyomozót alakít, akit Ryannek hívnak. A sorozat utolsó részében Anjohl Tennanból (így hívták bajoriként) visszaváltozik Gul Dukattá.
A sorozat magyar változatában Haás Vander Péter hangján szólal meg.
Mint Gul Dukat nem csak a Star Trek-rajongóknál ért el nagy elismerést, de a New York Times szerint Elim Garak (Andrew J. Robinson) és Data (Brent Spiner) mellett a legérdekesebb szereplő volt a Star Trek történetében.

### Star Trek: Dominion Wars
Ebben a 2001-ben megjelent számítógépes játékban Gul Dukatnak kölcsönözte a hangját. Maga a játék a Föderáció és a Domínium közötti háborúról szól.

### További sorozatok
- Kojak
  - (1973) – Artie – Kárpáti Tibor
  - (1978) – Greensteen
- Rockford nyomoz (1974) – Farber
- Barnaby Jones (1975) – Dr. Whitehall
- Starsky és Hutch
  - (1975) – Eddie Moore
  - (1976) – Skinny Momo Mantel
  - (1978) – Daimler
- Charlie angyalai (1980) – Mackey
- Knight Rider (1982) – Bill Gordon
- T.J. Hooker
  - (1983) – Ray Downing
  - (1986) – Manny Jacobs
- Cagney és Lacey
  - (1988) – Mahoney nyomozó
  - (1984) – Ernie Cade
- A szupercsapat (1987) – Angelo
- Külvárosi körzet  (1985–1987) – Gene Scapizzi
- Quantum Leap – Az időutazó (1990) – Paul Bond rendőrfőnök
- Walker, a texasi kopó
  - (1995) – Lamar
  - (1998) – Paul Kelton
- Halálbiztos diagnózis (1996) – Mr. Smith
- Family Guy (2010) – A Disznóvicc-írók Titkos Társaságának Nagymestere (hang)

## Egyéb szerepek
Bár filmekben már 2010 óta nem szerepel, hangját kölcsönzi videojátékokban. A már említett Dominion Wars-on kívül a 2006-ban megjelent Call of Juarez-ben, és annak előzményében, a 2009-es  Call of Juarez: Bound in Blood-ban. Mindkétszer Ray McCall szólal meg hangján. Ezek mellett színházakban lép fel, például Sacramentóban és Pasadenában.

## Érdekességek
- Jellegzetes kéztartása miatt figyeltek fel rá a filmvilágban.
- Ő volt az első kardassziai, aki megjelent a Star Trek-ben (Az új nemzedékben és a Deep Space Nine-ban is).
- Ő volt az első romulán, aki megjelent Az új nemzedékben.
- Michael Westmore-t, a sorozat sminkesét „megihlette” Alaimo nyaka, így a kardassziai jelmezek elkészítésekor figyelembe vette a színész mozgását, és alkatát, valamint kikérte véleményét is. Ezért később a The Neck (=a nyak) becenevet kapta.
- 183 cm magas.